# Chersotis amaliae
Chersotis amaliae är en fjärilsart som beskrevs av Fernandez 1931. Chersotis amaliae ingår i släktet Chersotis och familjen nattflyn. Inga underarter finns listade i Catalogue of Life.